# Picot de clatell groc d'Indonèsia
El picot de clatell groc d'Indonèsia (Chrysophlegma humii) és una espècie d'ocell de la família dels pícids (Picidae) que habita la selva humida i boscos amb vegetació densa a les terres baixes fins de la Península Malaia, Sumatra i Borneo.